# Pobes
Pobes es un concejo del municipio de Ribera Alta, en la provincia de Álava, País Vasco (España).

## Despoblado
Forma parte del concejo el despoblado de:
- Villanueva de Galletos.[1]

## Geografía
La localidad es atravesada en su parte más baja por el río Bayas y está a la entrada del desfiladero que da acceso por el norte al valle de Cuartango. Tiene estación de ferrocarril, en la línea que va de Bilbao a Miranda de Ebro, localidad de la que dista 12 km. Algo más lejos está de Vitoria, la ciudad de importancia más cercana y capital de la provincia.

## Historia
Se tienen indicios de primeros pobladores hacia el paleolítico. Sin embargo, apenas se han encontrado objetos de valor en los alrededores, descartando alguna calzada romana cercana.
La Diputación Foral de Álava, y más concretamente el Archivo Histórico de Álava, guardan un único dato histórico de la población.[cita requerida]
Hacia mediados del siglo XIX, el lugar, ya por entonces perteneciente a Ribera Alta, tenía contabilizada una población de 29 habitantes. Aparece descrito en el decimotercer volumen del Diccionario geográfico-estadístico-histórico de España y sus posesiones de Ultramar de Pascual Madoz con las siguientes palabras:

POBES: l. del ayunt. de Ribera alta en la prov. de Alava (á Vitoria 4 leg.), part. jud. de Añana (1), aud. terr. de Búrgos, c. g. de las Provincias Vascongadas, dióc. de Calahorra (21). sit. en un alto; clima saludable; le combaten todos los vientos y se padecen tercianas. Tiene 6 casas; igl. parr. (la Asuncion de Ntra. Sra) servida por 2 beneficiados, uno de entera y otro de cuarta racion; y para surtido de los hab. una fuente de aguas comunes. El térm. confina: N: Morillas; E. Anucita; S. Caicedo Sopeña, y O. Arbigano; encontrándose en la parte N. bastante poblado de mata baja para el abasto de leña. El terreno es arcilloso; le atraviesa por E. el r. Bayas. caminos: el que conduce á Salinas de Añana en mal estado: el correo se recibe de este último punto. prod.: trigo, cebada, avena, patatas y legumbres; cria de ganado lanar y cabrío; caza de perdices. pobl.: 5 vec., 29 alm. riqueza y contr. (v. Alava intendencia.). Lord Wellington acometió, asistido de Sir Lowry Cole, á la retaguardia francesa situada en Pobes y otros puntos el 19 de junio de 1813, y le obligó á desamparar sus posiciones.
(Madoz, 1849, p. 89)

## Demografía
En 2022, la entidad singular de población tenía empadronados 141 habitantes y el núcleo de población, los mismos.
| Gráfica de evolución demográfica de Pobes entre 2000 y 2017 |
|                                                             |
| Población de derecho según los censos de población del INE. |

## Patrimonio
Hay en el concejo una iglesia de la Asunción de Nuestra Señora.